# Marianne Lange
Marianne Lange, geb. Bundsmann (* 3. September 1910 in Reichenberg, Nordböhmen; † 10. März 2005 in Berlin) war eine führende Kulturfunktionärin der SED. Sie war Mitglied des ZK der SED.

## Leben
Marianne Lange wuchs in Reichenberg auf und erlernte den Beruf der Kontoristin. 1931 schloss sie sich der KPD an. Sie heiratete den Berliner KPD-Funktionär Ernst Lange und zog nach Berlin. Nach dem Zusammenbruch des NS-Regimes leitete sie als Bezirksrätin das Volksbildungsamt Berlin-Prenzlauer Berg und war Funktionärin des Kulturbundes. Ab 1950 war Lange Dozentin an der Parteihochschule der SED, später war sie Leiterin des Lehrstuhls für Literatur und Kulturpolitik an der Parteihochschule. Sie promovierte Mitte der 1950er Jahre über den Dichter Georg Weerth und habilitierte sich 1962 in Leipzig mit der Arbeit „Die fortschrittliche bürgerliche Jugendschriftenkritik am Jugendbuch des 19. Jahrhunderts und ihre Auswirkungen auf die Bildungsarbeit der Arbeiterklasse“. Einen Namen machte sie sich als Herausgeberin der Werke von Johannes R. Becher.
Von 1963 bis 1976 war Marianne Lange Mitglied des Zentralkomitees der SED. Marianne Lange starb 2005 in Berlin und wurde auf dem Karlshorster Friedhof beigesetzt.

## Umstrittene Positionen
Marianne Lange gehörte mit Alfred Kurella, Otto Gotsche und Alexander Abusch zu den führenden Kulturpolitikern der SED. Stets versuchte sie die Kulturpolitik auf eine orthodox marxistisch-leninistische Linie auszurichten. 1966 erregte sie Aufsehen, als sie auf einer SED-Kulturkonferenz von zwei deutschen Nationalkulturen sprach, die sich in den letzten 20 Jahren entwickelt hätten, einer west- und einer (angeblich fortschrittlichen) ostdeutschen. Sie stieß hierbei auf ungewöhnlich heftigen Widerspruch von anderen Kulturfunktionären, wie etwa Klaus Gysi und auch von Schriftstellern wie Stephan Hermlin. 1969 rügte sie auf der 10. Tagung des ZK der SED „Fehlentwicklungen“ und „Verschwommenheiten“ in der Lyrik. Es gäbe „bei einigen begabten Lyrikern“ ein „Abgleiten in den Subjektivismus, die schiefe Sicht auf Probleme“.

## Auszeichnungen
- 1960 Vaterländischer Verdienstorden in Bronze, 1970 in Silber und 1975 in Gold
- 1964 Clara-Zetkin-Medaille
- 1974 Orden Banner der Arbeit Stufe I
- 1980 Ehrenspange zum Vaterländischen Verdienstorden in Gold
- 1985 Medaille „40. Jahrestag des Sieges im Großen Vaterländischen Krieg 1941–1945“[2]

## Publikationen
- Georg Weerth, Der erste und bedeutendste Dichter des deutschen Proletariats. Dietz Verlag, Berlin 1957.
- Die Parteilichkeit des Schriftstellers von heute. Zentralvorstand der Gesellschaft für Deutsch-Sowjetische Freundschaft und Deutscher Schriftstellerverband, Berlin 1959. (=Beiträge zur Gegenwartsliteratur Heft 16) Grundsatzreferat von M. Lange.
- Zur sozialistischen Kulturrevolution. Dokumente 1957–1959. 2 Bände. Aufbau-Verlag, Berlin 1960.
- Bürgerliches und marxistisch-leninistisches Menschenbild. Eine Studie. Dietz Verlag, Berlin 1961.
- Kunst im Sozialismus. Dietz Verlag, Berlin 1968.
- Die Allgemeingültigkeit von Lenins Programm der sozialistischen Kulturrevolution. Dietz Verlag 1970.
- Kultur im gesellschaftlichen Leben. Dietz Verlag, Berlin 1973.
- Zur epischen Kinder- und Jugendliteratur in der BRD.  Der Kinderbuchverlag, Berlin 1980.
- Walter Janka und Johannes R. Becher. In: Die Weltbühne. Heft 52, 19. Dezember 1989